# Christian Adam (Künstler)
Christian Adam (* 1941 in Oppeln; † 21. Januar 2021 in Heidelberg) war ein deutscher Künstler. Er war in Heidelberg unter anderem in den Bereichen Malerei und Kunst am Bau tätig. Er beschäftigte sich thematisch vor allem mit seinem MBO-Zyklus (Makrobiologische Organismen).

## Leben
Christian Adam studierte von 1962 bis 1967 in Köln bei Karl Marx, in Frankfurt am Main bei Walter Hergenhahn und in München bei Karl Kaspar und Georg Meistermann. Zwischen 1969 und 1970 hatte er einen Arbeitsaufenthalt in Berlin.
In den Jahren 1971 bis 1973 war Adam Grafiker und freier Mitarbeiter des Süd-Asien-Instituts der Universität Heidelberg. Im Jahr 1978 begann er, sich auf seinen sogenannten MBO-Zyklus zu konzentrieren.
Seine Arbeitsschwerpunkte waren die Malerei, Objekte (dreidimensionales Gestalten), Kunst am Bau, Brunnen, Installationen, Fotografie, neue Medien, Grafik und satirische Zeichnungen; nebenbei verfasste er Prosa und Lyrik.
Adam war Preisträger der 1. Baustufe der Kopfklinik, Universität Heidelberg und erhielt 2006 in Heidelberg den Willibald-Kramm-Preis.
Seine Arbeiten in öffentlichen Sammlungen befinden sich u. a. in der Kopfklinik Heidelberg, Landratsamt Heidelberg, Regierungspräsidium Karlsruhe und der Kunstsammlung Rhein-Neckar-Kreis.
Christian Adam war Mitglied beim Künstlerbund Rhein-Neckar.
Er starb am 21. Januar 2021 im Alter von 79 Jahren an einer COVID-19-Erkrankung.